# Nicolás Gato de Lema

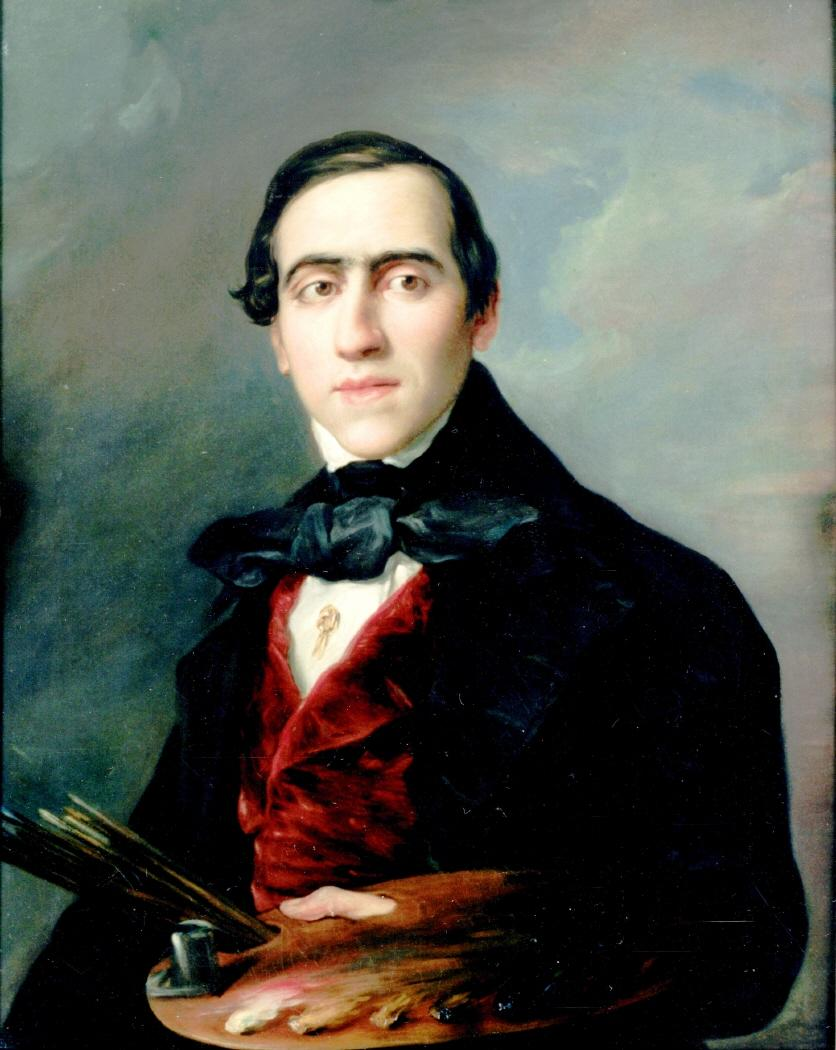
Retratado por Vicente López Portaña. Museo Lázaro Galdiano.

Nicolás Gato de Lema (1820-1883) fue un pintor español del siglo XIX.

## Biografía
Nació en Madrid en 1820. Pintor paisista, fue discípulo de Vicente López y de la Academia de San Fernando. En la Exposición Universal de París de 1855 presentó dos vistas del Palacio de Valsaín y Las ruinas de San Juan de los Reyes. En la de Madrid de 1856 presentó seis paisajes que le valieron una mención honorífica. Tres años más tarde fue nombrado individuo de número de la Academia de San Fernando. En su toma de posesión, leyó un discurso acerca del paisaje, contestado por el marqués de Molins. Fue caballero de la Orden de Carlos III y miembro del Instituto de África y de la Sociedad Arqueológica e Histórica de la Charente. En la Exposición Aragonesa de 1868 figuraron ocho acuarelas suyas. Falleció en 1883.